# Telesistema Informativo
Telesistema Informativo (abreviado como TSi) es un canal de televisión abierta hondureño propiedad de la Corporación Televicentro. Su programación se basa en noticias.

## Historia
TSi inició sus transmisiones en 1967 (como Telesistema Hondureño) en los canales 3 y 7 VHF de Tegucigalpa y San Pedro Sula, respectivamente. En 1979, nace el primer noticiero informativo de la noche, 'Hoy Mismo' Archivado el 14 de agosto de 2019 en Wayback Machine., dirigido por Edgardo Melgar. En 1996, nace el primer foro dominical de debates, 30/30 Archivado el 16 de agosto de 2019 en Wayback Machine., también presentado por Edgardo Melgar.

### Renovación a TSi
El 15 de diciembre de 2016, Telesistema Hondureño fue relanzado como TSi, por su principal acronónimo Telesistema Informativo. Algunos programas de canales hermanos como Canal 5 o Telecadena 7 y 4 fueron trasladados o se emiten en simultáneo, como Los del Cuarto, La Hora del Té y TN5 Dominical. El principal cambio además de su nombre fue la renovación de su logotipo dejando de lado su icónico abanico compuesto por tres V de color azul que representó al canal desde 2005.

## Programas
- 30/30
- Agenda Retro
- Al Banquillo
- Aquí con mi Médico
- Con Pineda Chacón
- Crear Tiene Ingenio
- Dale Play
- Datos de Cabeza
- Detrás de la Noticia
- Día Político
- Fútbol a Fondo
- Hoy Mismo AM
- Hoy Mismo Al Día
- Hoy Mismo Estelar
- Hoy Mismo Dominical
- Hoy Mismo Sabatino
- La Noche del Gol
- La Tarde de HRN
- Las Dueñas del Balón
- Llegaron las Mujeres
- Motagua TV
- Myrna vs. Binbo
- Noticiero Infantil TSi
- Pasaporte TV
- Rey de Copas
- Sabores de mi Tierra

## Personalidades del canal
- Edgardo Melgar
- Claudia Almendares
- Efraín Larach
- Evelyn Pérez
- Francis Espinal
- Jacqueline Redondo
- Marlon Reyes
- Sindy Valeriano
- Alejandra Borjas
- Claudia Díaz
- Saraí Espinal
- Allan Fajardo
- Ángel Hernández
- Carlos Ordóñez
- Gonzalo Carías
- Isabel Zambrano
- Jimmy Arturo Rodríguez
- Juan Carlos Pineda Chacón
- Julio César Núñez
- Néstor Cruz
- Orlando Ponce Morazán
- Erika Williams Díaz
- Martha Ríos
- Luis Mauricio Cruz García "DJ Binbo"
- Myrna María Barahona
- Dorina Murillo
- Rosendo García